# Onești (Hîncești)
Onești è un comune della Moldavia situato nel distretto di Hîncești di 1.541 abitanti al censimento del 2004

## Località
Il comune è formato dall'insieme delle seguenti località (popolazione 2004):
- Onești (1.259 abitanti)
- Feteasca (282 abitanti)